# Rostellariidae
Родина Rostellariidae довго вважалася частиною родини Strombidae. Нещодавні морфологічні та молекулярні вивчення показали, що ці черепашки краще категоризувати в окрему родину.
Сучасні різновиди належать до трьох родів. Більше родів відомо за скам'янілими рештками.

## Таксономія
Рід Tibia
- Tibia fusus  (Linnaeus, 1758) — Філіппіни
- Tibia melanocheilus  (A. Adams, 1854) — Острів Морської черепахи, Філіппіни; Бруней
- Tibia insulaechorab  (Röding, 1798) — Червоне Море
- Tibia curta  (G. B. Sowerby II, 1842) — Tuticorin, Південна Індія

Рід Rostellariella
- Rostellariella delicatula  (Nevill, 1881) — Північний Індійський Океан
- Rostellariella lorenzi  H. Morrison, 2005 — Море Арафура, Індонезія
- Rostellariella martinii  (Marrat, 1877) — Філіппіни

Рід Rimellopsis
- Rimellopsis powisii  (Petit de la Saussaye, 1840) — Cebu, Філіппіни

Tibia serrata (Perry, 1811) нині вважається аномальною морфою Tibia curta (G. B. Sowerby II, 1842)
- Вид Tibia serrata (G. Perry, 1811) більше не дійсний [1]